# ناحیه سبوایینگ، میشیگان
ناحیه سبوایینگ (به انگلیسی: Sebewaing Township) یک منطقهٔ مسکونی در ایالات متحده آمریکا است که در شهرستان هورون، میشیگان واقع شده‌است.
 ناحیه سبوایینگ ۸۵٫۰ کیلومتر مربع مساحت و ۲٬۹۴۴ نفر جمعیت دارد و ۱۸۷ متر بالاتر از سطح دریا واقع شده‌است.